# John Osborn (Politiker)

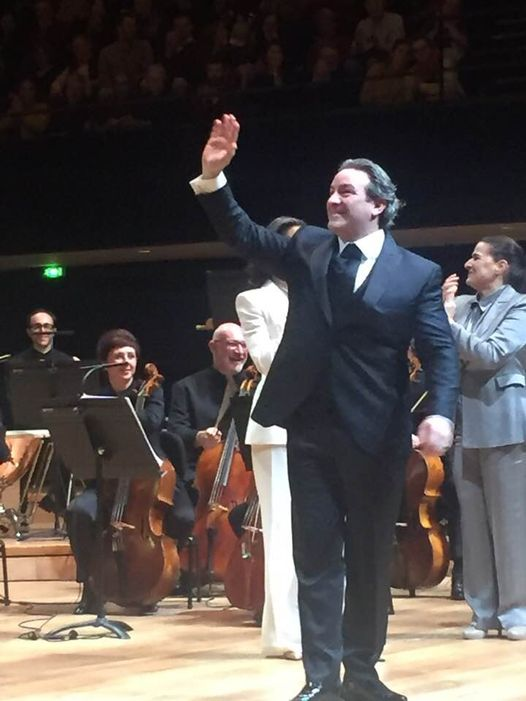
John Holbrook Osborn (2022)

John Holbrook Osborn (* 14. Dezember 1922 in Sheffield; † 2. Dezember 2015 in Nottinghamshire) war ein britischer Politiker der Conservative Party, der fast 28 Jahre den Wahlkreis Sheffield Hallam als Abgeordneter im House of Commons vertrat sowie zwischen 1975 und 1979 auch Mitglied des Europäischen Parlaments war.

## Leben
Osborn, dessen Großvater mütterlicherseits Arthur Holbrook in den 1920er Jahren acht Jahre lang den Wahlkreis Basingstoke als Abgeordneter im Unterhaus vertrat, absolvierte nach dem Besuch der renommierten Rugby School ein Studium an der Trinity Hall der University of Cambridge. Während des Zweiten Weltkrieges leistete er Militärdienst im Royal Corps of Signals der British Army in Westafrika, ehe er nach Kriegsende bei Samuel Osborn & Co Ltd, dem Unternehmen seiner Familie, tätig war. Einige Jahre später begann er sein politisches Engagement in der Conservative Party und war zwischen 1949 und 1953 Vorsitzender des Jugendverbandes Young Conservative and Liberal Association von Hillsborough, einem Stadtteil von Sheffield.
Bei den Unterhauswahlen vom 8. Oktober 1959 kandidierte Osborn als Nachfolger seines Parteifreundes Roland Jennings für die konservativen Tories im Wahlkreis Sheffield Hallam erstmals für ein Abgeordnetenmandat im House of Commons. Dabei erhielt er 28.747 Stimmen (62,8 %), während sein Gegenkandidat von der Labour Party, Solomon Sachs, 11.938 Stimmen (26,1 %) sowie der Gegenkandidat von der Liberal Party, Bernard Roseby, 5119 Wählerstimmen (11,2 %) bekamen. Osborn siegte somit mit einer Mehrheit von 16.809 Stimmen deutlich. Er vertrat den Wahlkreis fast 28 Jahre lang im House of Commons, ehe er auf eine erneute Kandidatur bei den Unterhauswahlen vom 11. Juni 1987 verzichtete und von seinem Parteifreund Irvine Patnick abgelöst wurde.
Osborn war zwischen 1963 und 1964 Parlamentarischer Privatsekretär (Parliamentary Private Secretary) von Duncan Sandys, dem damaligen Minister für Beziehungen zum Commonwealth of Nations (Secretary of State for Commonwealth Relations) und Kolonialminister (Secretary of State for the Colonies) im Kabinett von Premierminister Alec Douglas-Home. Während seiner langjährigen Unterhauszugehörigkeit war er darüber hinaus Mitglied verschiedener Ständiger Ausschüsse (Select Committees) wie zum Beispiel für Wissenschaft und Technologie sowie für Bildung, Wissenschaft und Künste.
1975 wurde Osborn als Vertreter Großbritanniens auch Mitglied des Europäischen Parlaments und gehörte diesem bis zur ersten Europawahl 1979 an. Zeitgleich war er Mitglied der Parlamentarischen Versammlung des Europarates sowie der Parlamentarischen Versammlung der Westeuropäischen Union (WEU).
Für seine langjährigen politischen Verdienste wurde er 1983 zum Knight Bachelor geschlagen und führte fortan den Namenszusatz „Sir“.